# Anopheles jacobi
Anopheles jacobi este o specie de țânțari din genul Anopheles, descrisă de Hill și Haydon în anul 1907. Conform Catalogue of Life specia Anopheles jacobi nu are subspecii cunoscute.